# تنوردر
تنوردر، روستایی از توابع بخش مرکزی شهرستان دورود در استان لرستان ایران است. این روستا پیشتر به خاطر تالابش معروف بود اما در چند سال اخیر  بی‌توجهی مسئولان محلی و شهرستانی و همچنین خشک‌سالی باعث نابودی این سرمایه زیست‌محیطی شد. این روستا دارای بیش از بیست شیلات ماهی گرم‌آبی است. همچنین زمین‌های حاصلخیز و آب فراوان باعث شده این روستا برای کشت برنج، ذرت، یونجه، و سایر محصولات زراعی وابسته به آب   بسیار مناسب باشند.

## جمعیت
این روستا در دهستان ژان قرار دارد و براساس سرشماری مرکز آمار ایران در سال ۱۳۸۵، جمعیت آن ۵۶۴ نفر (۹۹خانوار) بوده‌است.